# Alicante Club de Fútbol
El Alicante Club de Fútbol fue un club de fútbol español con sede en Alicante, Comunidad Valenciana. Fundado el 14 de abril de 1918, llegó a disputar cinco ediciones de Segunda División, la última en la temporada 2008-09, y se proclamó campeón de su grupo de Segunda B en dos ocasiones. Mantuvo una intensa rivalidad con la otra entidad de la ciudad, el Hércules C.F.
El equipo desapareció definitivamente en 2015 por motivos económicos. Un año antes, varios socios habían creado el CFI Alicante como futuro relevo de la entidad original.

## Historia
El Alicante Club de Fútbol fue fundado el 14 de abril de 1918 por un grupo de aficionados de los barrios de Carolinas y Pla del Bon Repós. A partir de 1923 pudo inscribirse en la Federación de Fútbol de Levante, integrada por clubes valencianos y murcianos. Los primeros años estuvieron marcados por la disputa de torneos regionales, el ascenso a Tercera División y la adopción en 1932 de una equipación con los colores de la bandera local: celeste y blanco.
Al término de la guerra civil española, el Alicante pudo inscribirse en la temporada 1939-40 de la Segunda División, marcada por una ampliación a 40 clubes, en la que solo permanecerían un año. En 1941, las autoridades de Alicante forzaron una fusión entre el club y su mayor rival, el Hércules C.F., para formar el «Alicante Club Deportivo». Esa unión duró solo un par de meses: tras un breve tiempo como Lucentum C.F., en 1943 recuperaría su denominación original.
Los celestes volvieron a Segunda División en la edición 1951-52, bajando al año siguiente, y en las temporadas 1956-57 y 1957-58. En todas ellas competiría con el Hércules por la supremacía del fútbol alicantino.
A pesar de cuajar buenas actuaciones en Tercera, el Alicante C.F. sufrió un duro revés cuando el campo de Bardín fue cerrado en 1961 para construir viviendas. Sin una instalación propia, el Hércules —por aquel entonces en Segunda— le ofrecería como solución jugar en su estadio, el campo de la Viña, bajo la condición de que se convirtiera en su filial. La situación se mantuvo hasta 1969, cuando recobraron su independencia y el ayuntamiento les prometió un nuevo estadio municipal. Desde 1974 disputarían sus partidos en el Estadio Alicante C.F. del barrio norteño de Villafranqueza, alternando la Tercera División con las categorías regionales.
El equipo vivió una nueva etapa de su historia a partir de 1999, con la llegada a la presidencia de los empresarios Antonio Solana (1999-2006) y Juan Antonio Iniesta (2006-2010). En 2001, el Alicante C.F. se proclama campeón del Grupo VI de Tercera y asciende a Segunda División B, bajo las órdenes de José Bordalás. Ese mismo año pasa a compartir el estadio José Rico Pérez con el Hércules pese a la oposición de sus rivales. Gracias a una potente inversión económica, la entidad dominó la categoría de bronce durante siete temporadas, al punto de ser líder de grupo en 2004/05 y 2006/07. No fue hasta la temporada 2007/08 cuando obtendría la promoción a Segunda División, cincuenta años desde la última vez, gracias al triunfo sobre la S.D. Ponferradina en el playoff. Aquel plantel estaba entrenado por José Carlos Granero y contaba con veteranos como Jesús Unanua, Jorge Azkoitia, «Tito», Joan Tomás y Luis Gil.
De cara a la temporada 2008-09 en Segunda División, la directiva contrata a Manolo Jiménez como director deportivo y mantiene el cuerpo técnico del ascenso. Sin embargo, la gestión de años anteriores terminaría pasando factura a la entidad. A nivel deportivo, Granero fue cesado en la séptima jornada y se sucedieron hasta cuatro entrenadores —Asier Garitano, Nino Lema y el propio Jiménez— para luego recuperar al primer técnico cesado. En el ámbito institucional, la plantilla denunció el impago de sus salarios desde el año anterior, y los socios se organizaron para reclamar la dimisión del presidente. Después de descender a 2.ªB en vigésima posición, el Alicante C.F. se declararía en concurso de acreedores con una deuda de 11 millones de euros.

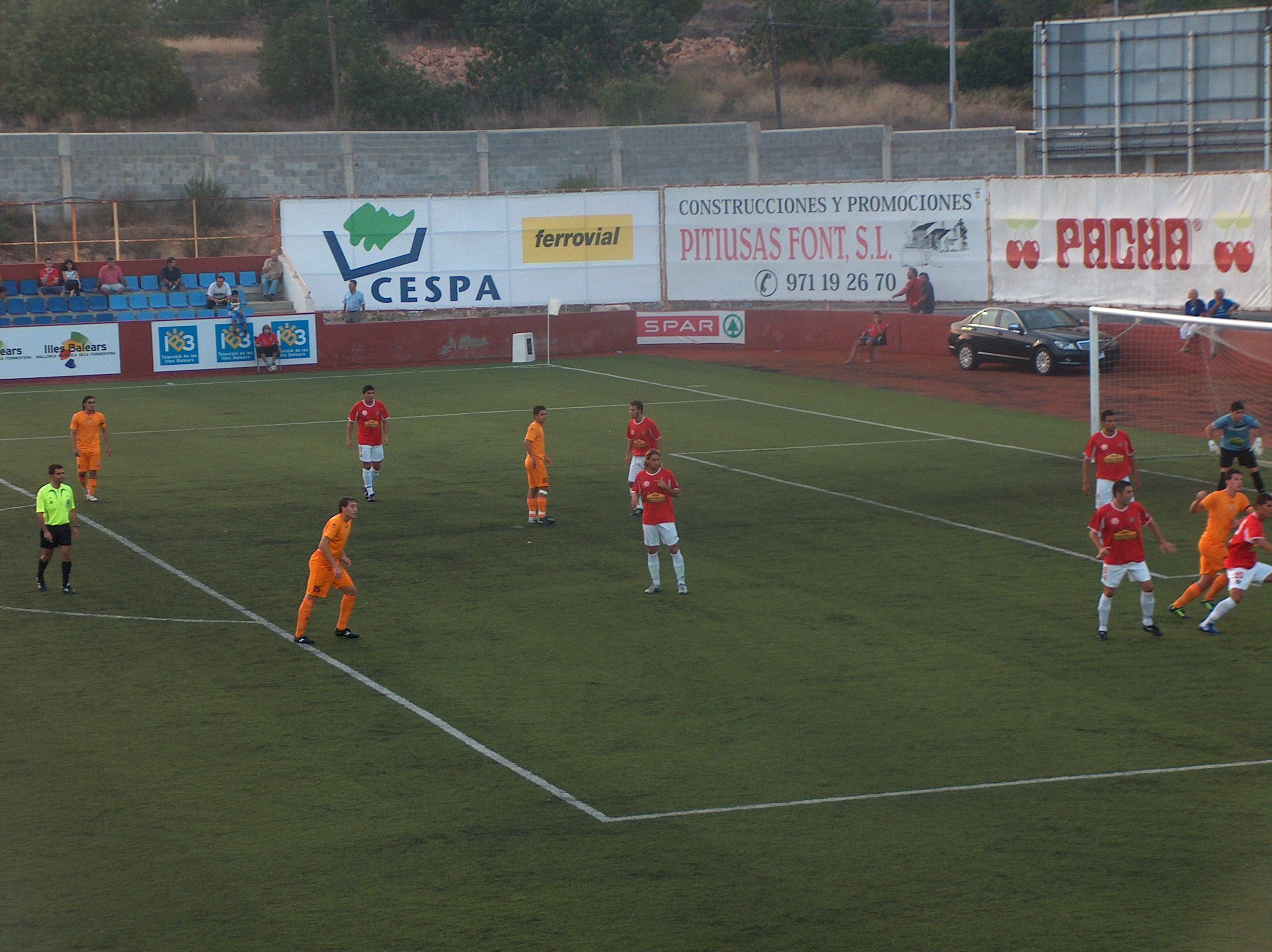
Partido de la Unión Deportiva Ibiza frente al Alicante CF.

Sin opciones de mejorar sus finanzas, el club celeste encadenó dos descensos consecutivos hasta Regional Preferente. Finalmente, el juzgado de lo Mercantil n.º 1 de Alicante decretó la liquidación del Alicante C.F. en junio de 2014. La Asociación de Veteranos del Alicante C.F. inauguró en 2019 un museo conmemorativo sobre la historia de la entidad.

## Uniforme
| 1918-1932 | 1932-2001 | 2001-2014 |

## Estadio
El Alicante Club de Fútbol disputaba sus partidos como local en el Estadio Alicante CF, ubicado en la Ciudad Deportiva de Villafranqueza. Se trata de un campo pequeño, con capacidad para 2500 espectadores en dos gradas laterales. Los celestes comenzaron a jugar en Villafranqueza a partir de 1974, y bajo la presidencia de Jaime Bagur se inauguró un campo propio el 12 de abril de 1979.

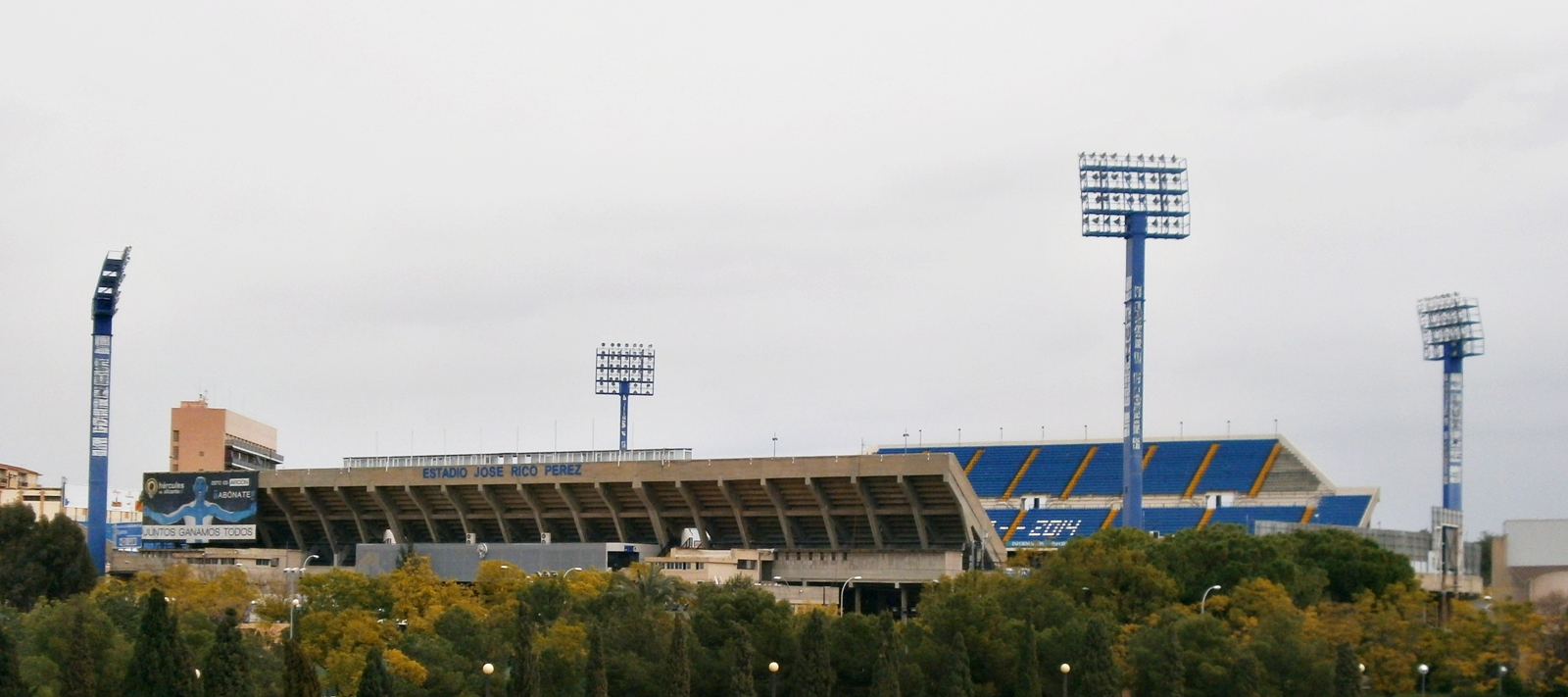
El Alicante C.F. utilizó el Estadio José Rico Pérez desde 2001 hasta 2010.

Desde 2001 hasta 2010, el Alicante C.F. disputó casi todos sus partidos en el estadio José Rico Pérez, el más grande de la ciudad con 29.500 localidades. Si bien se trata del feudo del Hércules C.F., los celestes pudieron compartirlo porque desde 1994 el propietario era el ayuntamiento de Alicante. Tras declarar el concurso de acreedores regresarían a Villafranqueza.

### Historial de estadios
- 1918-1923: Campo de El Pla
- 1923-1932: Campo de La Carretera
- 1932-1951: Campo de La Viña
- 1951-1961: Campo de Bardín
- 1961-1974: Campo de La Viña
- 1974-2001: Ciudad Deportiva de Villafranqueza (Estadio Alicante CF)
- 2001-2010: Estadio José Rico Pérez
- 2010-2014: Ciudad Deportiva de Villafranqueza “Antonio Solana” (Estadio Alicante CF)

## Jugadores
La siguiente lista recoge sólo algunos de los futbolistas más destacados de la entidad:
| - José Llopis Corona (1939-1941) - «Pepín» (1951-1952) - Juan Escudero (1951-1952) - José María Pérez Pina (1956-1957) - Fermín Cardell Sánchez (1956-1957)(1957-1958) - Luis Belló (1957-1958) - Juande Ramos (1989-1990) - Asier Garitano (2000-2002) - Miguel Ángel España (2001-2005) - Miguel Ángel Llera (2001-2005) - Sendoa Agirre (2002-2006) - Chema Pérez (2002-2006) |  | - Sergio Mantecón (2003-2006) - Álvaro García (2003-2009) - Edu Albácar (2004-2006) - Iñigo Calderón (2004-2007) - Sergio Pelegrín (2004-2007) - «Tito» (2005-2008) - Xavi Torres (2006-2007) - Jesús Unanua (2006-2009) - Jorge Azkoitia (2006-2009) - Urbano Santos (2007-2009) - Luis Rubiales (2008-2009) |

## Datos del club
- Temporadas en Segunda División de España: 5

Debut: Temporada 1958-59
Mejor posición: 15.º (permanencia, 1956-57)
Peor posición: 20.º (2008-09)
Descensos: Cuatro
- Temporadas en Segunda División B de España: 9

Debut: Temporada 2001-02
Mejor posición: 1.º (dos veces, la última en 2006-07)
Peor posición: 9.º (temporada 2009-10)
Ascensos: Uno (temporada 2007-08)
Descensos: Uno
- Temporadas en Tercera División de España: 45

Debut: Temporada 1931-32
Mejor posición: 1.º (tres veces, la última en 2000-01)
Peor posición: 19.º (dos veces, la última en 2011-12)
Ascensos: Tres (1950-51, 1955-56, 2000-01)
Descensos: Seis

## Palmarés

### Torneos oficiales
- Liga de Segunda División B  (2): 2004/05, 2006/07.
- Liga de Tercera División  (1): 2000/01.

### Torneos amistosos
- Trofeo Amaro González (9): 1991, 1993, 2001, 2002, 2004, 2008, 2009, 2010, 2016 (CFI Alicante)